# آناغالیسی (سرده)
آناغالیسی (سرده) (نام علمی: Lindernia) نام یک سرده از راسته نعناسانان است.